# James Meriwether (Politiker)
James Meriwether (* 1789 bei Washington, Georgia; † 1854 bei Memphis, Tennessee) war ein US-amerikanischer Politiker. Zwischen 1825 und 1827 vertrat er den Bundesstaat Georgia im US-Repräsentantenhaus.

## Leben
James Meriwether war der Sohn von David Meriwether (1755–1822) und ein Onkel von James Archibald Meriwether (1806–1852), die beide ebenfalls Kongressabgeordnete des Staates Georgia waren. Weder das genaue Geburtsdatum noch sein Sterbedatum sind bekannt. Er besuchte die öffentlichen Schulen seiner Heimat und studierte danach bis 1807 an der University of Georgia in Athens. Später war er ein Jahr lang selbst Lehrer an dieser Universität. Nach einem anschließenden Jurastudium und seiner Zulassung als Rechtsanwalt begann er für kurze Zeit in seinem neuen Beruf zu arbeiten. Danach wurde er in der Landwirtschaft tätig. Im Jahr 1813 nahm Meriwether an einem Krieg gegen die Creek teil. Später fungierte er als amerikanischer Unterhändler bei den Cherokee. Zwischen 1816 und 1831 war Meriwether Kurator der University of Georgia.
Politisch war er Mitglied der Demokratisch-Republikanischen Partei. In den 1820er Jahren schloss er sich der Bewegung um den späteren Präsidenten Andrew Jackson an. Von 1821 bis 1823 saß er als Abgeordneter im Repräsentantenhaus von Georgia. Bei den staatsweit abgehaltenen Kongresswahlen des Jahres 1824 wurde er für das siebte Abgeordnetenmandat von Georgia in das US-Repräsentantenhaus in Washington, D.C. gewählt, wo er am 4. März 1825 die Nachfolge von Richard Henry Wilde antrat. Da er im Jahr 1826 auf eine weitere Kandidatur verzichtete, konnte er bis zum 3. März 1827 nur eine Legislaturperiode im Kongress absolvieren. Diese war von heftigen Diskussionen zwischen den Anhängern und Gegnern von Andrew Jackson geprägt.
Nach seinem Ausscheiden aus dem US-Repräsentantenhaus widmete sich James Meriwether wieder seinen landwirtschaftlichen Tätigkeiten. Er starb im Jahr 1854 auf einer Reise in den Westen in der Nähe von Memphis und wurde auf dem Familienfriedhof nahe Athens beigesetzt.